# Neil Erland Byers
Pour les articles homonymes, voir Byers.
Neil Erland Byers  (7 décembre 1928-3 juillet 2020) est un éducateur et un homme politique provincial canadien de la Saskatchewan. Il représente les circonscriptions de Kelvington et Kelvington-Wadena à titre de député du Nouveau Parti démocratique de la Saskatchewan de 1969 à 1982.

## Biographie
Né à Fertile (en) en Saskatchewan, Byers étudie à Frobisher (en), à l'école normale de Moose Jaw et à l'Université de la Saskatchewan d'où il obtient un baccalauréat en éducation. Travaillant pour le département canadien des Affaires indiennes, il enseigne dans une école de Foam Lake en plus de travailler durant sept ans pour le Co-operative Hail Insurance Compagny of Saskatchewan.
Candidat défait en 1964 et en 1967, il est élu lors d'une élection partielle dans Kelvington en 1969 et organisée en raison de l'invalidation des résultats de l'élection de 1967. Finalement élu, il sert comme ministre des Autoroutes et des Transports, comme ministre des Téléphones, comme ministre de l'Environnement, comme ministre de la Coopération et du Développement coopératifs et comme ministre des Affaires du Nord de la Saskatchewan. Byers démissionne de ses charges ministérielles en 1979,.